# Baldovino Dassù
Baldovino Dassù (Firenze, 3 novembre 1952) è un golfista italiano.
È fratello di Federica Dassù, anche lei giocatrice di golf, e della politica Marta Dassù.

## Biografia
Ha vinto il British Youths Open Amateur Championship nel 1970 e ha giocato per l'Italia nel Eisenhower Trophy. Diventa famoso al pubblico italiano anche grazie alla partecipazione alla Domenica Sportiva, andata in onda sul Programma Nazionale, la sera di domenica 18 ottobre 1970. È diventato professionista nel 1971, e ha giocato nel PGA European Tour dal 1972 fino alla metà degli anni 1980. Il suo miglior anno è stato il 1976 quando vinse i suoi due maggiori titoli europei, il British Masters e l'Italian Open. Ha inoltre vinto l'Italian Professional Championship nel 1974, 1976 e 1977. Ha infine rappresentato l'Italia all'Alfred Dunhill Cup per due volte, e alla Coppa del Mondo di Golf per quattro volte.
Oggi progetta campi da golf in collaborazione con diversi architetti; tra i più noti l'Argentario Golf Club, percorso a 18 buche, il golf club di Brunico Val Pusteria (9 buche) e il 18 buche Poggio dei Medici in Toscana. In qualità di senior ha giocato l'European Seniors Tour per una stagione, piazzandosi 26º nel 2003.

## Vittorie in carriera

### European Tour
- 1976 Italian Open
- 1976 Dunlop Masters

### Altro
- 1974 Italian Professional Championship
- 1976 Italian Professional Championship
- 1977 Italian Professional Championship
- 1983 Italian PGA Championship, Open dei Tessali
- 1985 Cerutti Open
- 1988 Open dei Tessali